# كومه دي
كومه دي، برنامج تمثيلي كوميدي يعرض قضايا اجتماعية، يقدمه شخصيات عراقية كوميدية من خلال عرض قصة جديدة ومختلفة في كل حلقة.